# Сесьєр-Сюзі
Сесьєр-Сюзі (фр. Cessières-Suzy) — муніципалітет у Франції, у регіоні О-де-Франс, департамент Ена. Сесьєр-Сюзі утворено 1 січня 2019 року шляхом злиття муніципалітетів Сесьєр i Сюзі. Адміністративним центром муніципалітету є Сесьєр. Населення — 785 осіб (01.01.2021).